# Antti Pihlström
Antti Sakari Pihlström (Vantaa, 22 ottobre 1984) è un hockeista su ghiaccio finlandese.

## Palmarès

### Olimpiadi invernali
- Bronzo a Soči 2014

### Mondiali
- Oro a Slovacchia 2011
- Argento a Russia 2016
- Bronzo a Canada 2008